# Dal van de Ruiten Aa

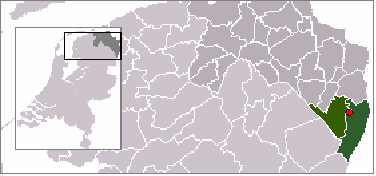
Locatie van Dal van de Ruiten Aa binnen de gemeenten Stadskanaal en Vlagtwedde

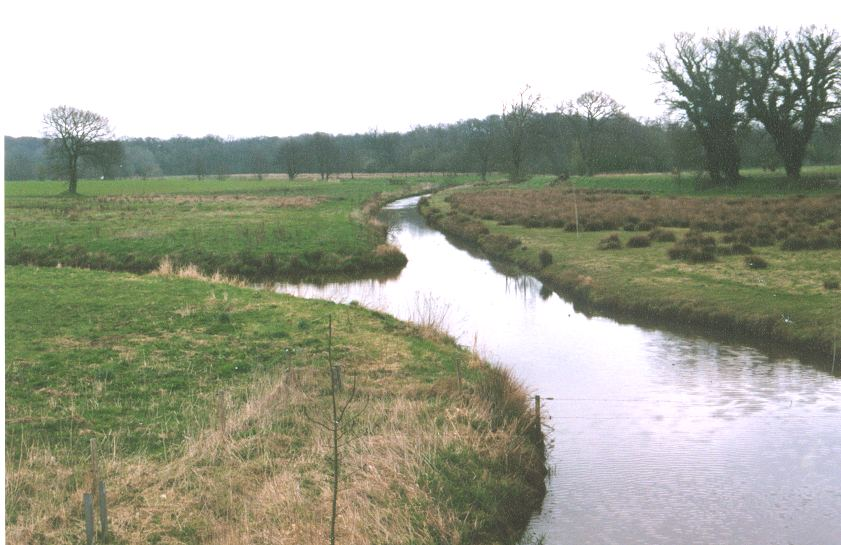
Zicht op het natuurgebied vanaf de N365 bij Smeerling met op de voorgrond de Ruiten Aa en op de achtergrond het Metbroekbos

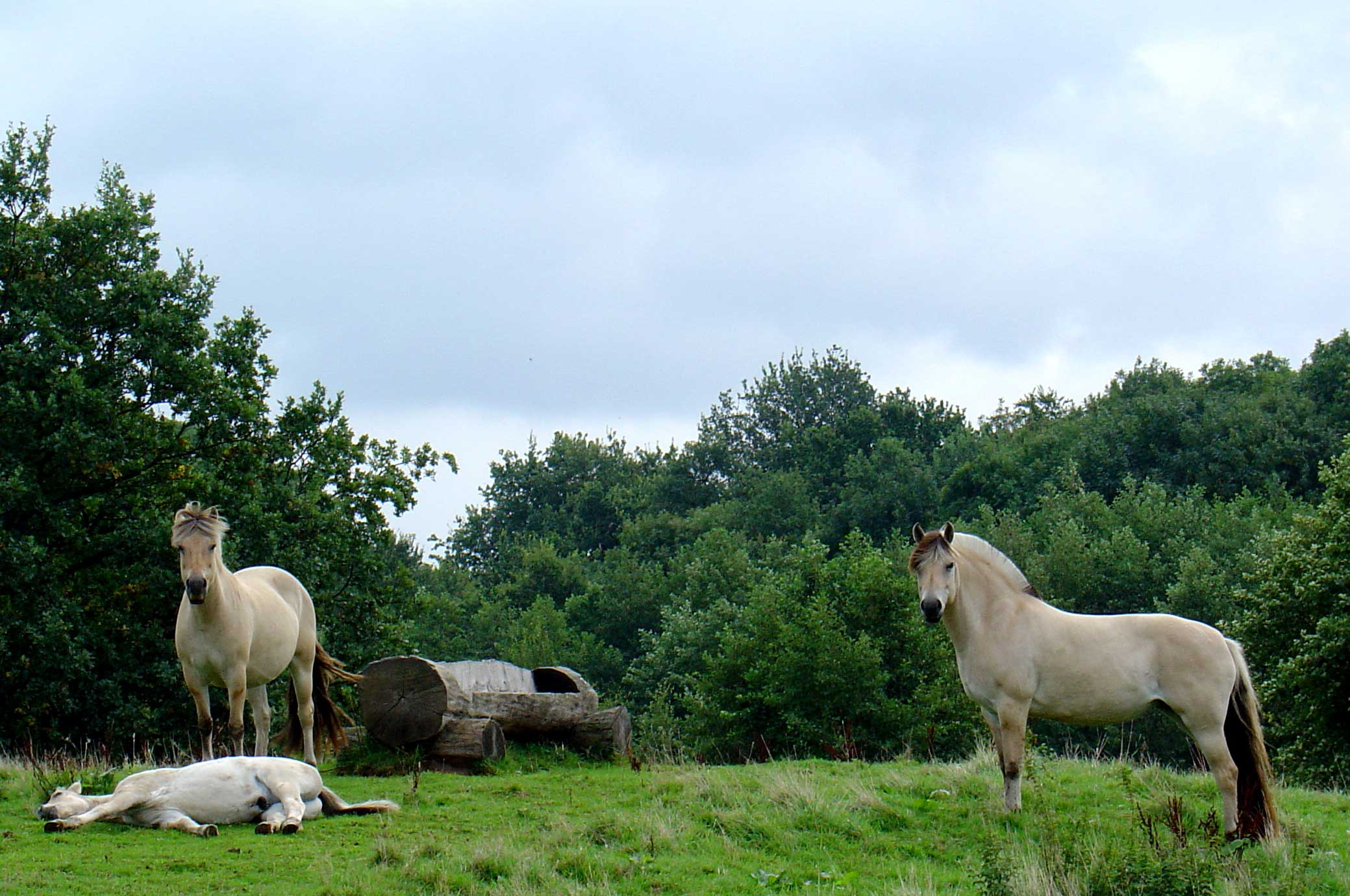
Fjordenpaarden in het dal van de Ruiten-Aa nabij Weende

Het dal van Ruiten Aa is een natuurgebied van Vereniging Natuurmonumenten in de gemeenten Stadskanaal en Westerwolde in het gebied Westerwolde, in de Nederlandse provincie Groningen. Het ligt tussen Smeerling en Jipsinghuizen. Het ligt ten zuiden van de N365 en aan weerszijden van de N976 en bevindt zich rond de deels gereconstrueerde Ruiten Aa. Het gebied is 550 hectare groot. Het omvat bossen, graslanden en akkers en is een afspiegeling van het oude Westerwoldse esdorpenlandschap.
De belangstelling van Natuurmonumenten voor Westerwolde ontstaat in 1919 wanneer de toenmalige penningmeester en latere voorzitter mr P.G. van Tienhoven en secretaris Jac. P. Thijsse een bezoek brengen aan deze streek op uitnodiging van mr. H.I. Schönfeld, voorzitter van het waterschap Westerwolde en ir. A Zandstra die bij ditzelfde waterschap ingenieur is. Vooral het Liefstinghsbroek wordt gewaardeerd, mede omdat daar Zweedse kornoelje voorkomt. Een ander klein terreintje waar deze plant groeit wordt door ir. Zandstra geschonken aan de vereniging. Wanneer dit terrein te klein blijkt om een populatie Zweedse kornoelje langdurig levenskansen te bieden, wordt het verkocht.
Op 15 februari 1937 overlijdt Schönfeld en laat het Liefstinghsbroek en het Metbroekbos na aan Natuurmonumenten. Beide zijn zeer oude bossen en hebben een kenmerkende flora. Naast de al genoemde Zweedse kornoelje, die daar ooit groeide, omvat het ook bijvoorbeeld bosanemoon en witte klaverzuring.
In 1976 worden deze gebieden geïntegreerd in het grotere natuurgebied Vlagtwedder essen doordat Natuurmonumenten meer gronden krijgt in het kader van de ruilverkaveling. Het gebied wordt in totaal 85 hectare groot. Hierbij komt het ook het Winschoterbos (ten oosten van Jipsinghuizen en niet bij Winschoten gelegen) in handen van Natuurmonumenten.
Het gebied maakt in het Natuurbeleidsplan van 1989 deel uit van de Ecologische Hoofdstructuur van Nederland en de omvang van het terrein kan daardoor gestaag groeien. In 1991 wordt de oude loop van de Ruiten Aa gereconstrueerd (hermeandering) en wordt er ook het reliëf hersteld. Op de graslanden wordt het oude koeienras Lakenvelder ingezet voor begrazing. Op de akkers, die op de oude essen liggen wordt extensief geteeld. In een van deze essen, de Gaalbarg, bij Smeerling, bevindt zich nog een oud urnenveld.
Het Liefstinghsbroek is aangemeld bij de Europese Habitatrichtlijn.
Door het Metbroekbos loopt een met paaltjes uitgezette wandelroute. Startpunt van deze wandelroute is bij het gehucht Smeerling aan de N365 ten westen van Vlagtwedde. De LAW Noaberpad loopt eveneens door dit gebied. Zowel door het Metbroekbos als langs het Liefstinghsbroek lopen fietspaden. Er lopen verschillende bewegwijzerde fietsroutes langs het natuurgebied: De United Countries Tour, de Stroomdalroute en Vestingroute. Natuurmonumenten bezit in Smeerling twee oude Westerwoldse boerderijen. In één ervan is het Smeerling Theehuys, een horecagelegenheid, gevestigd. Dit is het beginpunt van excursies van de vereniging. De ander is de werkschuur van Natuurmonumenten.